# Вербицкий, Александр Евгеньевич
Вербицкий Александр Евгеньевич (род. 14 июля 1937, Ингулец, Днепропетровская область) — советский и украинский политический и государственный деятель, председатель Херсонского горисполкома (1980—1983), председатель Херсонской областной государственной администрации (1999—2001). Академик Украинской академии наук национального прогресса (1993). Государственный служащий 1-го ранга (09.1999).

## Биография
Родился 14 июля 1937 года в посёлке рудника «Ингулец» (ныне в черте города Кривой Рог) в рабочей семье.
В 1954 году поступил и в 1958 году окончил Херсонское мореходное училище по специальности «техник-судомеханик».
В феврале-мае 1959 года — копировщик-чертёжник Херсонского завода карданных валов. В мае 1959 — августе 1960 года — лаборант, техник-конструктор СКБ Херсонского комбайнового завода имени Петровского.
В августе 1960 года — апреле 1962 года — секретарь комитета комсомола Херсонского мореходного училища. Член КПСС.
В апреле 1962 — июне 1967 года — инженер-конструктор, групповой механик, старший инженер группы научной организации труда Херсонского морского порта.
В 1969 году окончил Одесский институт инженеров морского флота по специальности «судовые машины и механизмы», получил квалификацию инженера-механика.
В сентябре 1971 — ноябре 1972 года — заведующий промышленно-транспортным отделом Суворовского районного комитета КПУ города Херсон. В ноябре 1972 — октябре 1975 года — председатель исполнительного комитета Суворовского районного совета депутатов трудящихся. В октябре 1975 — октябре 1978 года — 1-й секретарь Суворовского районного комитета КПУ Херсона.
В октябре 1978 — марте 1980 года — 2-й секретарь Херсонского городского комитета КПУ.
В марте 1980 — марте 1983 года — председатель исполнительного комитета Херсонского городского совета народных депутатов.
В марте 1983 — ноябре 1988 года — заместитель председателя исполнительного комитета Херсонского областного совета народных депутатов. В ноябре 1988 — июле 1991 года — 1-й заместитель председателя исполнительного комитета Херсонского областного совета народных депутатов — начальник Главного планово-экономического управления. В июле 1991 — апреле 1992 года — 1-й заместитель председателя исполнительного комитета Херсонского областного совета народных депутатов — начальник Главного управления экономики и рыночных отношений.
В апреле 1992 — июне 1995 года — 1-й заместитель председателя Херсонской областной государственной администрации — начальник главного управления экономики и рынка.
В августе 1995 — июне 1997 года — генеральный директор предприятия «Дени» (Херсон).
В июне-июле 1997 года — начальник отдела внешнеэкономических связей и лицензирования управления экономики Херсонской областной государственной администрации.
В июле 1997 — апреле 1998 года — снова генеральный директор предприятия «Дени» (Херсон). В мае 1998 — июле 1999 года — генеральный директор предприятия «ФПТТВ Лтд» (Херсон).
17 июля 1999 — 1 декабря 2001 года — председатель Херсонской облгосадминистрации .
В декабре 2001 — 2002 году — советник Президента Украины в Южном регионе.
Организатор Херсонской областной общественной организации «За процветание Херсонщины». Соавтор учебника «Контракты» (1992), двух справочников по предпринимательской деятельности.

## Награды
- Орден Трудового Красного Знамени (1976);
- Орден «За заслуги» 3-й степени (08.2001)[5];
- Медаль «В ознаменование 100-летия со дня рождения Владимира Ильича Ленина» (1970);
- Медаль «За трудовое отличие» (1971);
- Медаль «Ветеран труда» (1984);
- Медаль «Защитнику Отечества» (1999);
- Почётная грамота Президиума Верховного Совета УССР (1987);
- Дипломант VII Международного открытого рейтинга популярности и качества «Золотая удача» (2001).